# Голџук
Голџук (тур. Gölcük) је град у Турској у вилајету Коџаели. Према процени из 2009. у граду је живело 133.134 становника.

## Становништво
Према процени, у граду је 2009. живело 133.134 становника.
| 1990.   | 2000.   |
| ------- | ------- |
| 104.234 | 103.996 |